# Huńska mowa

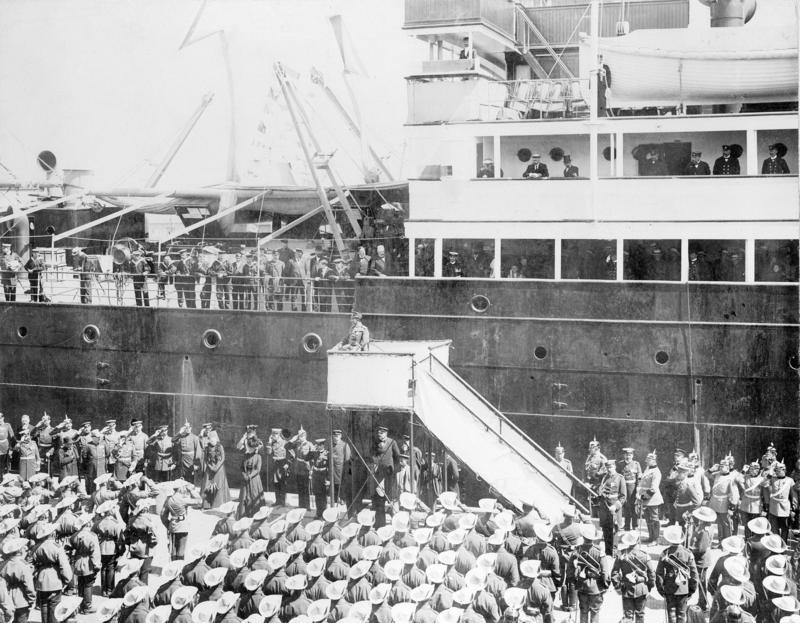
Pożegnanie korpusu niemieckiego w Bremerhaven, 1900

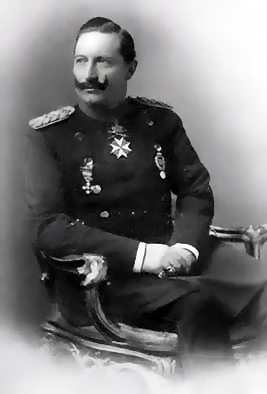
Wilhelm II

Huńska mowa (niem. Hunnenrede) – mowa wygłoszona przez cesarza Niemiec, Wilhelma II Hohenzollerna, 27 lipca 1900 roku, w Bremerhaven, podczas pożegnania korpusu niemieckiego wysyłanego do Chin w związku z powstaniem bokserów.
Podczas I wojny światowej wykorzystała ją propaganda brytyjska – do huńskiej mowy nawiązuje przezwisko Hunowie nadane Niemcom przez Brytyjczyków.
Cesarz scharakteryzował dobitnie, jakie stawia zadania przed żołnierzami w związku z zastrzeleniem posła niemieckiego Clemensa von Kettelera w Chinach, m.in.:

Tępić bez pardonu, nie brać jeńców, kto wpadł wam w ręce, niech ginie. Podobnie jak tysiąc lat temu Hunowie zdobyli sławę pod przywództwem swojego króla Attyli, co w dużym stopniu pojawia się jeszcze dziś w przekazach i w legendach, tak niech zapisze się dzięki wam na tysiące lat w Chinach imię Niemców w taki sposób, żeby nigdy żaden Chińczyk nie odważył się chociażby krzywo spojrzeć na Niemca.

Żołnierze wyjeżdżający do Chin rzekomo traktowali cesarza dosłownie. Tak relacjonuje w swoim dzienniku kawalerzysta Heinrich Haslinde:

Es dauerte nicht lange bis Majestät erschien. Er hielt eine zündende Ansprach an uns, von der ich mir aber nur die folgenden Worte gemerkt habe: "Gefangene werden nicht gemacht, Pardon wird keinem Chinesen gegeben, der Euch in die Hände fällt."

Nie trwało długo, zanim pojawił się Jego Królewska Mość. Wygłosił do nas poruszające przemówienie, z którego zapamiętałem tylko następujące słowa: „Żaden jeniec nie zostanie wzięty, żaden Chińczyk, który wpadnie w wasze ręce, nie zostanie ułaskawiony”.

Co ciekawe, w pozostałej części dziennika, który został opublikowany częściowo, Haslinde nie nawiązuje nigdzie do przemówienia cesarza, które przytacza jedynie na stronie 16 powyższego formularza, dotyczącego jego zaokrętowania w Bremerhaven. W przeciwieństwie do tego donosi także – poza „zwykłą” arbitralnością wojny – że on i inni wzięli jeńców.
Odmowa brania jeńców była wyraźnym złamaniem regulaminu wojny załączonego do uzgodnień II Konwencji Haskiej z 1899 (art. 23 d), który zabrania oświadczać, że nie będzie darowane życie (fr. déclarer qu’il ne sera pas fait de quartier, ang. declare that no quarter will be given) – którego to regulaminu Chiny nie były stroną ponieważ, pomimo uczestnictwa w konferencji haskiej, Cesarstwo Chin go nie podpisało.

## Publikacje
- Przemówienie Wilhelma II wygłoszone podczas pożegnania wojsk niemieckich, wyruszających do Chin, w Bremie 27 VII 1900 r.., [w:] Wiek XIX w źródłach. Wybór tekstów źródłowych z propozycjami metodycznymi dla nauczycieli historii, studentów i uczniów, oprac. Melania Sobańska-Bondaruk, Stanisław Bogusław Lenard, PWN, Warszawa 1998, s. 364–365.